# Eduard Pons Prades
Eduard Pons Prades também conhecido pelo pseudônimo Floreado Barsino nascido em Barcelona em 19 de Dezembro de 1921 e falecido nesta mesma cidade 28 de Maio de 2007, foi um escritor, historiador e orador anarcossindicalista cenetista especializado em História Contemporânea espanhola do século XX.
Foi um membro ilustre da Resistência Francesa durante a Segunda Guerra Mundial.